# Wake Forest School of Medicine

Die Wake Forest School of Medicine ist die medizinische Fakultät der Wake Forest University. Sie ist an zwei Standorten vertreten, Winston-Salem und Charlotte in North Carolina. Die Wake Forest School of Medicine ist mit dem Atrium Health Wake Forest Baptist verbunden, dem akademischen medizinischen Zentrum.

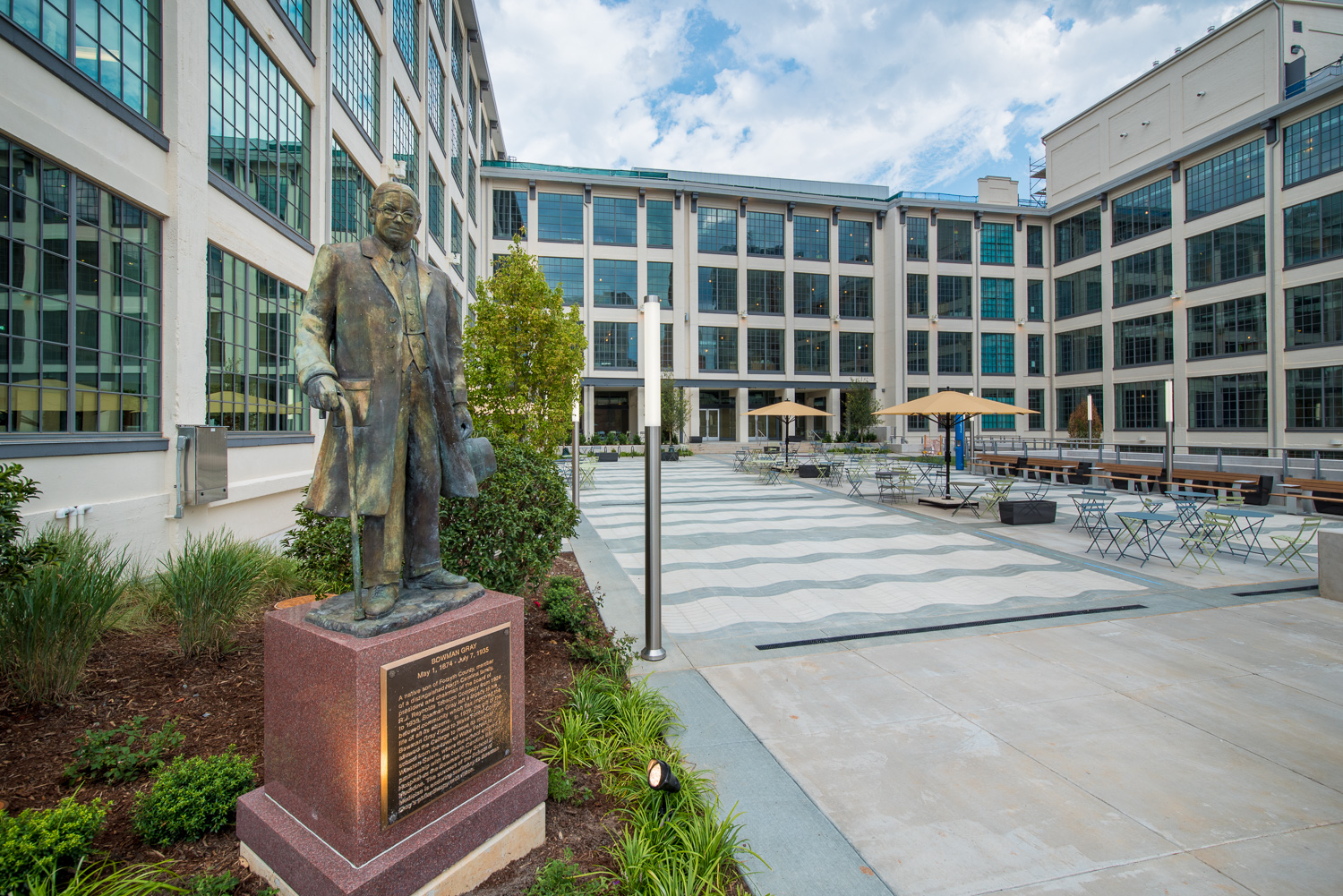
Wake Forest School of Medicine - Bowman Gray Center for Medical Education

## Geschichte
Die Wake Forest School of Medicine wurde 1902 mit einem noch zweijährigem Curriculum in Wake Forest gegründet.
Nach seinem Tod im Jahr 1935 hinterließ Bowman Gray Sr. (1874–1935), damaliger Präsident der R. J. Reynolds Tobacco Company, einen Teil seines Vermögens für wohltätige Zwecke für Winston-Salem und Umgebung. Seine Angehörigen beschlossen, das Geld einer medizinischen Hochschule zu spenden, die bereit war, sich in Winston-Salem niederzulassen. Das Wake Forest College, das sich damals in Wake Forest befand, erklärte sich schließlich bereit, seine Fakultät zu verlegen. Das Curriculum wurde in diesem Zuge auf vier Jahre erweitert.
Das Wake Forest School of Medicine wurde wegen seines innovativen Bildungsangebotes und durch prominente Fakultätsmitglieder bekannt, darunter Camillo Artom, ein italienischer Biochemiker, der vor dem Faschismus aus Italien floh und in Wake Forest die Abteilung für Biochemie leitete, Richard Masland, Professor für Psychiatrie und Neurologie, der sich um den wissenschaftlichen Wachstum der Hochschule bemühte, und James Toole, ein Neurologe, der 1962 das Zentrum für Schlaganfall eröffnete.
Die Wake Forest School of Medicine hat derzeit folgende Forschungsschwerpunkte:
- Krebsforschung
- Neurologie
- Alzheimer
- Diabetes, Adipositas und Stoffwechsel
- Herz-Kreislauf-Erkrankungen
- Regenerative Medizin

## Studium
Die Wake Forest School of Medicine wird von rund 1.900 Studierenden besucht. Sie bietet verschiedene medizinische Ausbildungsprogramme an, darunter: 
- Doctor of Medicine (MD) Program (Ausbildung zum Arzt)
- Physician Assistant (PA) Program (Ausbildung zum Arztassistent)
- Nurse Anesthesia (CRNA) Program (Ausbildung zur Fachpflegekraft für Intensivpflege und Anästhesie)
- Doctor of Nursing Practice Program (Ausbildung zum Doktor der Krankenpflegepraxis)